# Servette FC
Servette FC – szwajcarski klub piłkarski z siedzibą w Châtelaine w kantonie Genewy, założony 17 stycznia 1900 jako sekcja piłki nożnej. Najbardziej utytułowana drużyna we francuskojęzycznej części Szwajcarii i jedyna w kraju, która przez cały XX wiek grała w najwyższej lidze. W Swiss Super League występowała nieprzerwanie od utworzenia ligi w 1897 r. do ogłoszenia bankructwa klubu w 2005 r. (łącznie 108 sezonów).

## Historia
20 marca 1890 - w genewskiej dzielnicy La Servette - Emile Fiala, uczeń tamtejszej szkoły zawodowej założył wraz z kolegami Football Club de la Servette. Początkowo była to drużyna rugby. Na fali rosnącej popularności piłki nożnej w Szwajcarii, 17 stycznia 1900 utworzono w klubie sekcję piłkarską.
W sezonie 1978/79 Servette z Umberto Barberisem i Claude'm Andrey'm na czele po raz pierwszy w historii wywalczyła wszystkie trzy możliwe wówczas do zdobycia krajowe trofea (mistrzostwo, puchar i puchar ligi). Nie powiodło jej się wyłącznie w europejskich pucharach, bowiem w Pucharze Zdobywców Pucharów została wyeliminowana w ćwierćfinale przez późniejszego finalistę, Fortunę Düsseldorf.

### Bankructwo
Po długich rządach sprawowanych przez francuskiego prezesa Marka Rogera, stosującego politykę „zatrudnić i zwolnić piłkarzy”, nie dotrzymującego finansowych obietnic oraz ograniczającego kontakt z kibicami, 4 lutego 2005 ogłoszono bankructwo klubu. Długi Servette wynosiły ponad 10 milionów franków szwajcarskich, a piłkarze nie dostawali wypłat od września 2004 r. Konsekwencją tego były odejścia czołowych piłkarzy oraz degradacja o dwie klasy niżej, czego wcześniej doświadczył rywal Servette, Lausanne Sports w 2003 r.
W sezonie 2005/06 zespół awansował do Challenge League, czyli drugiej w hierarchii ligi Szwajcarii. W 2011 r. po 6-letniej przerwie powrócił do Super League po wygraniu barażowego dwumeczu z AC Bellinzona.

## Sukcesy

### Krajowe
- Mistrzostwa Szwajcarii:
  - 1. miejsce (17): 1907, 1918, 1922, 1925, 1926, 1930, 1933, 1934, 1940, 1946, 1950, 1961, 1962, 1979, 1985, 1994, 1999
- Puchar Szwajcarii:
  - Zdobywca (8): 1928, 1949, 1971, 1978, 1979, 1984, 2001, 2024
  - Finalista (12): 1934, 1936, 1938, 1941, 1959, 1965, 1966, 1976, 1983, 1986, 1987, 1996
- Puchar Ligi Szwajcarskiej:
  - Zdobywca (3): 1977, 1979, 1980

### Międzynarodowe
- Puchar Europy/Liga Mistrzów
  - 1/8 finału: 1962, 1980, 1986
- Puchar Zdobywców Pucharów
  - ćwierćfinał: 1967, 1979
- Puchar Miast Targowych/Puchar UEFA
  - 1/8 finału: 1966, 1983, 2002[2]

## Stadion

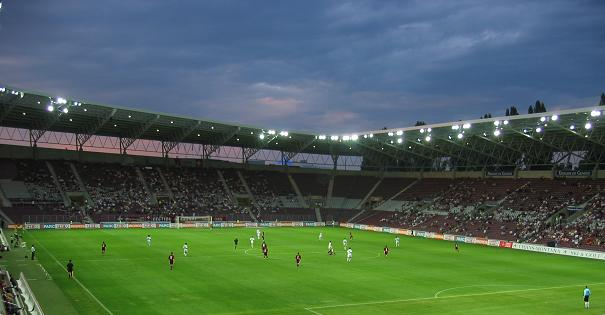
Stade de Genève

Obecnym stadionem Servette jest Stade de Genève, którego inauguracja odbyła się 16 marca 2003 meczem pomiędzy Servette a BSC Young Boys (1:1). Z pojemnością 30 084 miejsc siedzących jest trzecim pod względem wielkości obiektem w Szwajcarii. W 2008 r. rozegrano na nim trzy mecze Euro 2008.
Wcześniej domowe mecze rozgrywało na Stade des Charmilles, wybudowanym w 1930 r., którego oficjalna pojemność wynosiła 30 tys. miejsc, ale 14 października 1951 na mecz reprezentacji Szwajcarii z Francją przybyło 40 tys. osób. Odbyły się na nim cztery spotkania Mistrzostw Świata 1954: 3 grupowe (grupy A i B) oraz ćwierćfinał RFN z Jugosławią (2:0). W 1977 r. zainstalowano sztuczne oświetlenie, a w 1983 r. zadaszono obiekt w całości. Stopniowo zmniejszano pojemność trybun: w 1985 r. do 20 tys., a w 1998 r. do 9250, gdy na całym obiekcie zainstalowano krzesełka. W 2000 r. zaczęto budowę nowego stadionu, a 8 grudnia 2002 rozegrano ostatni mecz na starym Stade des Charmilles.

## Władze
Rada Dyrektorów
| Imię i nazwisko   | Funkcja                  |
| ----------------- | ------------------------ |
| Pascal Bernard    | Prezydent Klubu          |
| Felipe Ortiz      | Wiceprezydent Klubu      |
| Caroline Caron    | Administrator            |
| Richard Feuz      | Dyrektor administracyjny |
| Philippe Senderos | Dyrektor sportowy        |

## Obecny skład
Stan na 21 grudnia 2021
| Nr | Poz. | Piłkarz                    |
| -- | ---- | -------------------------- |
| 1  | BR   | Steven Deana               |
| 2  | OB   | Anthony Sauthier (kapitan) |
| 3  | OB   | Gaël Clichy                |
| 4  | OB   | Steve Rouiller             |
| 5  | PO   | Boris Cespedes             |
| 7  | OB   | Moussa Diallo              |
| 8  | PO   | Timothé Cognat             |
| 9  | PO   | Miroslav Stevanović        |
| 10 | NA   | Alex Schalk                |
| 11 | PO   | Boubacar Fofana            |
| 12 | NA   | Ronny Rodelin              |
| 14 | NA   | Dimitri Oberlin            |
| 15 | PO   | Theo Valls                 |
| 17 | PO   | Kastriot Imeri             |
| 19 | OB   | Yoan Severin               |

| Nr | Poz. | Piłkarz           |
| -- | ---- | ----------------- |
| 20 | PO   | Papu Mendes       |
| 21 | NA   | Nils Pédat        |
| 22 | PO   | Ricardo Azevedo   |
| 23 | OB   | Vincent Sasso     |
| 24 | OB   | Malik Sawadogo    |
| 25 | NA   | Grejohn Kyei      |
| 27 | PO   | Alexis Antunes    |
| 28 | PO   | David Douline     |
| 30 | OB   | Noe Henchoz       |
| 32 | BR   | Jeremy Frick      |
| 33 | OB   | Nicolas Vouilloz  |
| 34 | OB   | Roggerio Nyakossi |
| 35 | OB   | Diogo Monteiro    |
| 40 | BR   | Edin Omeragic     |

### Piłkarze na wypożyczeniu
| Nr | Poz. | Piłkarz                                                 |
| -- | ---- | ------------------------------------------------------- |
|    | OB   | Mathis Magnin (w Étoile Carouge FC do 30 czerwca 2022)  |
|    | OB   | Lucas Monteiro (w FC Stade Nyonnais do 30 czerwca 2022) |
|    | NA   | Matteo Regillo (w Étoile Carouge FC do 30 czerwca 2022) |

## Sztab szkoleniowy
Sztab szkoleniowy i medyczny w sezonie 2021/2022
| Funkcja                         | Imię i nazwisko    |
| ------------------------------- | ------------------ |
| Trener                          | Alain Geiger       |
| Asystent                        | Bojan Dimic        |
| Trener bramkarzy                | Daniel Blanco      |
| Szef przygotowania fizycznego   | Anthony Garnier    |
| Trener przygotowania fizycznego | Mathieu Degrange   |
| Trener napastników              | Alexandre Alphonse |
| Trener rehabilitacji            | Frederic Dubrana   |
| Analityk                        | Mathieu Feigean    |

| Funkcja                             | Imię i nazwisko     |
| ----------------------------------- | ------------------- |
| Kierownik drużyny                   | Lionel Pizzinat     |
| Kitman                              | Jean Campart        |
| Lekarz Klubu                        | Dr. Finn Mahler     |
| Fizjoterapeuta                      | Bastien Veillard    |
| Fizjoterapeuta                      | Christophe Hartmann |
| Fizjoterapeuta Koordynator medyczny | Julien Lamblin      |
| Główny skaut                        | Yoan Loche          |

## Kibice
Najaktywniejsi kibice zespołu siedzą na północnej trybunie stadionu Servette. Ultrasi nazywają się Section Grenat. Inne grupy kibicowskie to m.in. North Fans, Maroons czy Deutschschweiz'86 (niemieckojęzyczni kibice zespołu).

## Trenerzy
- Teddy Duckworth (1919-29)
- Frido Barth (1929)
- Teddy Duckworth (1930)
- Karl Rappan (1932-35)
- Weisz (1935-36)
- Pache and Albert Guinchard (1936-37)
- Otto Hoëss (1937)
- André Abegglen (1937-42)
- Léo Wionsowski (1942-43)
- Fernand Jaccard (1943-48)
- Karl Rappan (1948-53)
- Albert Châtelain (1953-54)
- Karl Rappan i  Albert Châtelain (1954-55)
- Karl Rappan i  Theo Brinek (1955-56)
- Karl Rappan (1956-57)
- Jenő Vincze (1957-58)
- Frank Séchehaye (1958-59)
- Jean Snella (1959-63)
- Lucien Leduc (1963-66)
- Roger Vanlanthen (1966)
- Béla Guttmann (1966-67)
- Gilbert Dutoît (1967)
- Jean Snella (1967-71)
- Henri Gillet (1971-72)
- Jürgen Sundermann (1972-76)
- Peter Pazmandy (1976-82)
- Guy Mathez (1982-85)
- Jean-Marc Guillou (1985-86)
- Thierry De Choudens (1986-88)
- Jean-Claude Donzé (1988-89)
- Péter Pázmándy (1989-90)
- Ruud Krol (1990)
- Gilbert Gress (1990-91)
- Jean Thissen (1991)
- Bernard Mocellin, Jacky Barlie i Heinz Hermann (1991)
- Michel Renquin (1991-93)
- Ilija Petković (1993-95)
- Bernard Challandes (1995)
- Umberto Barberis (1995-96)
- Vujadin Boškov (1996-97)
- Guy Mathez (1997)
- Gérard Castella (1997-99)
- Boško Đurovski (1999)
- René Exbrayat (1999-00)
- Lucien Favre (2000-02)
- Roberto Morinini (2002-03)
- Adrian Ursea (2003)
- Marco Schällibaum (2003-04)
- Adrian Ursea i   Stefano Ceccaroni (2004)
- Diego Sessolo (2004-05)
- Jean-Michel Aeby (2005-08)
- Michel Sauthier (2008-08)
- Gérard Castella (2008-09)
- William Niderhauser (2009)
- João Resende Alves (2009-11)[5]
- João Carlos Pereira (2011-12)
- João Resende Alves (2012)
- Sébastien Fournier (2012-13)
- Jean-Michel Aeby (2013-14)
- Mario Cantaluppi (2014)
- Kevin Cooper (2014-15)
- Thierry Cotting (2015-16)
- William Niderhauser (2015-16)
- Anthony Braizat (2016)
- Meho Kodro (2016-18)
- Bojan Dimic (2018)
- Alain Geiger (2018-23)
- René Weiler (2023-24)
- Thomas Häberli (2024-)